# Meromyzobia texana
Meromyzobia texana är en stekelart som beskrevs av Gordh 1987. Meromyzobia texana ingår i släktet Meromyzobia och familjen sköldlussteklar. Inga underarter finns listade i Catalogue of Life.